# Kanagawa-bugyō
Les Kanagawa-bugyō (神奈川奉行) sont des fonctionnaires du shogunat Tokugawa au cours de l'époque d'Edo du Japon. Le poste est créé le 3 juillet 1859, lorsque cinq fudai daimyo sont désignés. Les interprétations classiques traduisent ces titres japonais par « commissaire », « surveillant » ou « gouverneur ».
Ce titre du bakufu désigne un fonctionnaire responsable de l'administration du port de Kanagawa (moderne Yokohama). Le nombre de titulaires simultanés de la fonction varie avec le temps, fluctuant de cinq en 1859 à neuf à un autre moment.
Cette fonction est souvent occupée concurremment avec celle de gaikoku bugyō.

## Liste deKanagawa-bugyō
- Mizuno Tadanori, (1859)[2]
- Takemoto Masao (1859-1860, 1861-1862)[3]
- Matsudaira Yasunao (1860-1863)[4]
- Abe Masato (1864-1866)[5]
- Hayakawa Hisatake[6]